# Igora Drive
Igora Drive (em russo:  Игора Драйв) é um autódromo localizado no resort de Igora, perto do distrito de Priozersky, oblast de Leningrado, Rússia. Está localizado a 54 quilômetros de São Petersburgo.

## Características
O complexo inclui dez pistas profissionais para corridas em pista oval, drifting, rally-cross e motocross; e karting, além de um centro de gerenciamento de emergência. A maior arquibancada do circuito principal tem capacidade para cinco mil pessoas, e a capacidade total do circuito é de cinquenta mil pessoas. O circuito tem 4,086 km (2,54 milhas) de comprimento e 12 metros de largura. Possui dezessete metros de elevação.

## Competições
Em 2019, o complexo assinou acordo com a Deutsche Tourenwagen Masters. O contrato é de três anos, com opção de prorrogação de dois anos. A primeira corrida seria realizada de 29 a 31 de maio de 2020 com o apoio da W Series, mas ambas as corridas foram canceladas como resultado da pandemia de COVID-19 na Rússia. Um acordo também foi assinado com os organizadores do Campeonato Mundial de Rallycross da FIA para sediar o World RX da Rússia em 2020. No entanto, foi posteriormente removido do cronograma devido a questões contratuais. Igora Drive sediou a segunda rodada da Russian Circuit Racing Series de 2020 em 25 e 26 de julho. O Grande Prêmio da Rússia de Fórmula 1 estava oficialmente programado para ser realizado no Igora Drive a partir da temporada de 2023, mas no início de março de 2022, a Fórmula 1 rescindiu o contrato com o Grande Prêmio, que era válido até 2025, devido a invasão russa da Ucrânia. Para a corrida de Fórmula 1, o circuito seria estendido de 4,08 km para 5,18 km ao final da volta, ambas as retas seriam estendidas.

## Registros de volta
| Classe/Categoria                          | Tempo                                     | Piloto                                    | Veículo                                   | Evento                                    |
| Circuito Grand Prix (2019–2022): 4.086 km | Circuito Grand Prix (2019–2022): 4.086 km | Circuito Grand Prix (2019–2022): 4.086 km | Circuito Grand Prix (2019–2022): 4.086 km | Circuito Grand Prix (2019–2022): 4.086 km |
| ----------------------------------------- | ----------------------------------------- | ----------------------------------------- | ----------------------------------------- | ----------------------------------------- |
| GT4 European Series                       | 1:40.105                                  | Anton Nemkin                              | Mercedes-AMG GT4                          | Rodada de Igora Drive da RCRS de 2021     |
| TCR Touring Car                           | 1:40.235                                  | Kirill Ladygin                            | LADA Vesta Sport TCR                      | Rodada de Igora Drive da RCRS de 2020     |
| Group CN                                  | 1:44.359                                  | Shota Abkhazava                           | Artline Legends EVO                       | Rodada de Igora Drive da RCRS de 2021     |